# سكلوبيات
السكلوبيات (الاسم العلمي: Cyclopoida) هي رتبة من المفصليات تتبع الطبقة لطيفات الأقدام من طائفة فكيات الأرجل.

## التصنيف
- السكلوبية